# Angelica Bengtsson
Angelica Bengtsson   (Väckelsång, 8 de juliol de 1993), Angelica Therese Bengtsson, és una atleta sueca especialitzada en salt de perxa. El 2010 va ser la guanyadora en salt de perxa als primers Jocs Olímpics de la Joventut de Singapur.
Com a atleta juvenil i júnior, va guanyar medalles d'or al Campionat del Món Juvenil del 2009 i al Campionat del Món Junior d'Atletisme del 2010 on va  aconseguir una marca de 4,47 m per al rècord mundial juvenil de l'esdeveniment. El 2011, va batre el rècord mundial júnior amb una marca de 4,63 m. Es va classificar empatada 4a al Campionat del Món de 2015 a Pequín, Xina, després d'haver estat rècord nacional de Suècia amb 4,70 m a la final. Ha guanyat onze títols nacionals. El seu pare és suec i la seva mare és afrobrasilera.
El 2016, al campionat d'Europa d'atletisme va ser medalla de bronze amb una marca de 4,65 metres. Al Campionat Mundial d'atletisme del 2019, a Doha, va quedar en 6è lloc amb una marca de 4,80 metres, rècord suec a l'aire lliure. En el intent de fer 4,80 se li va partir la perxa i va aconseguir finalment la marca amb la de la francesa Ninon Guillon-Romarin.